# Åbo begravningsplats
Åbo begravningsplats, vardagligt kallad Skansen, ligger i stadsdelen Hammarbacka söder om Åbo centrum. Begravningsplatsen ägs och sköts av Åbo och S:t Karins kyrkliga samfällighet. Den omfattar 59,2 hektar och på området finns omkring 45 000 gravar.
Mot slutet av 1700-talet började man överallt i riket och så även i Åbo finna det motbjudande och annars olämpligt att ha gravar under kyrkornas golv. På landshövdingens uppmaning utlyste domprosten Jakob Gadolin år 1784 en allmän kyrkostämma för att diskutera frågan. En kommitté utsågs för att hitta en plats för den nya begravningsplatsen. Först valde man en plats på Biskopsåkern men marken bestod av tung lerjord och var klart olämplig. År 1804 satsade man i stället på att förlägga begravningsplatsen till Skansmalmen, som kunde invigas år 1807. Den förste som begravdes där var den 1806 avlidne engelsmannen William Archibald Cramp, vars grav flyttades från domkyrkans begravningsplats till Skansen. Den första gravvården på Skansen var den som restes över brukspatron Matts Augustin jr. Han dog den 27 april 1808.
År 1857 grävdes en brunn på platsen och man gjorde upp en plan för området. År 1861 tillsatte kyrkostämman en kommitté för att planera hur begravningsplatsen skulle utvidgas och förskönas med planteringar. Man beslöt då att bygga en mur av granit som fick två portar, den ena i väster vid Nylandsvägen, den andra på östra sidan vid Majfältet. Vid dessa stora portar fanns också en stentrappa för fotgängarna. Begravningsplatsen fick 1862 en egen trädgårdsmästare, för vilken ett bostadshus byggdes på området. Med privata medel uppfördes år 1877 ett kapell av sten i gotisk stil. Kapellet revs som obehövligt 1954. Under 1800-talet utvidgades begravningsplatsen tre gånger. Från 1863 omfattade den hela den nuvarande gamla begravningsplatsen.
Under 1900-talet utvidgades begravningsplatsen fyra gånger. År 1915 överlät staden till församlingarna ett område på platsens sydöstra sida. En del av detta ställdes genast i ordning och togs i bruk 1920. En del var dock sanka ängar och vattensjuka åkrar. Församlingarna anhöll 1933 av staden om att få ett område mellan Harakkapelto och Nylandsvägen som grustag och begravningsplats. Staden överlät åtta hektar söder om den ortodoxa och judiska kyrkogården men eftersom detta område enligt kungligt beslut av 1530 hörde till det omistliga stadsområdet överläts området på viss tid, dvs så länge som området användes som begravningsplats.
År 1938 efter två arkitekttävlingar fick Erik Bryggman i uppdrag att göra ritningar till ett nytt kapell. Uppståndelsekapellet blev färdigt 1941 och fick ersätta det gamla kapellet. En ny tävling utlystes 1962 och vanns av Pekka Pitkänen. Enligt det segrande förslaget invigdes år 1967 det Heliga korsets kapell med tre kapell, ett krematorium och andra nödvändiga utrymmen. 
I begravningsplatsens hjältegravar vilar 901 stupade från vinterkriget och fortsättningskriget. Området planerades av Erik Bryggman och hjältestatyn har formats av skulptören Jussi Vikainen.
På begravningsplatsen finns också områden reserverade för andra religioner än den evangelisk-lutherska kristenheten. Den ortodoxa begravningsplatsen invigdes 1823, den romersk-katolska 1936 och den islamiska år 1915. Den judiska togs i bruk senast i mitten av 1800-talet.

## Bilder

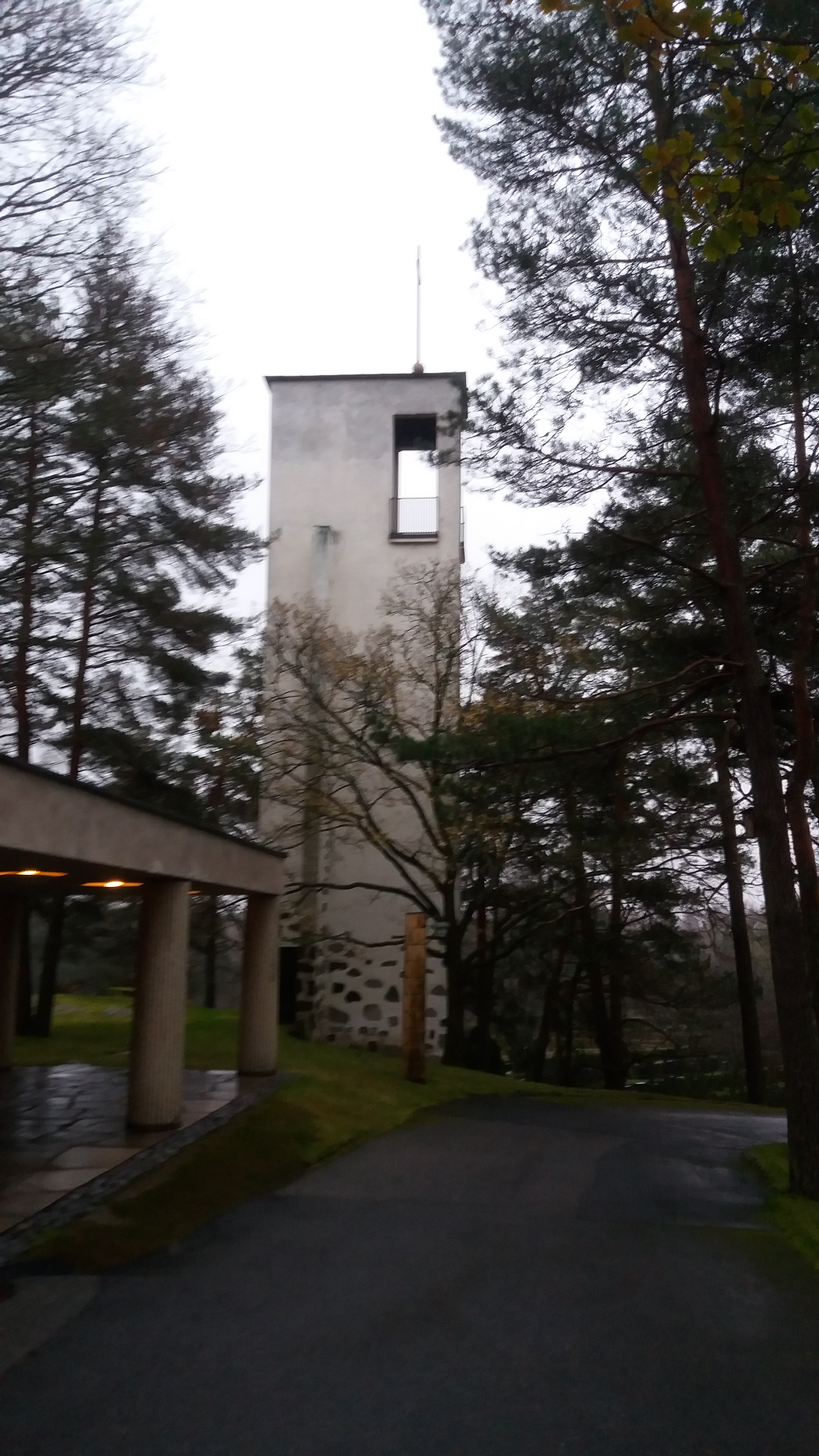
Uppståndelsekapellet 1941
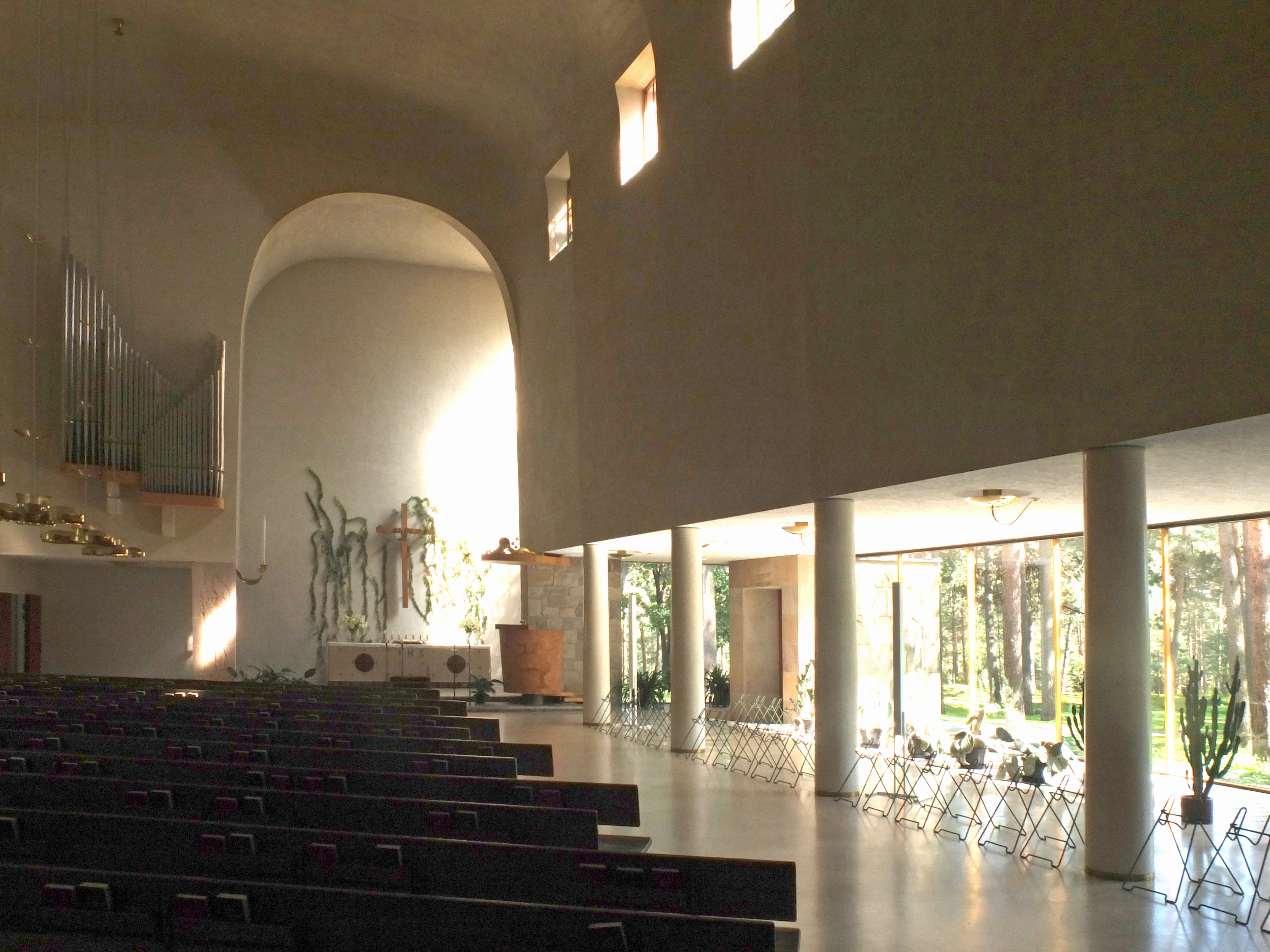
Uppståndelsekapellet, interiör
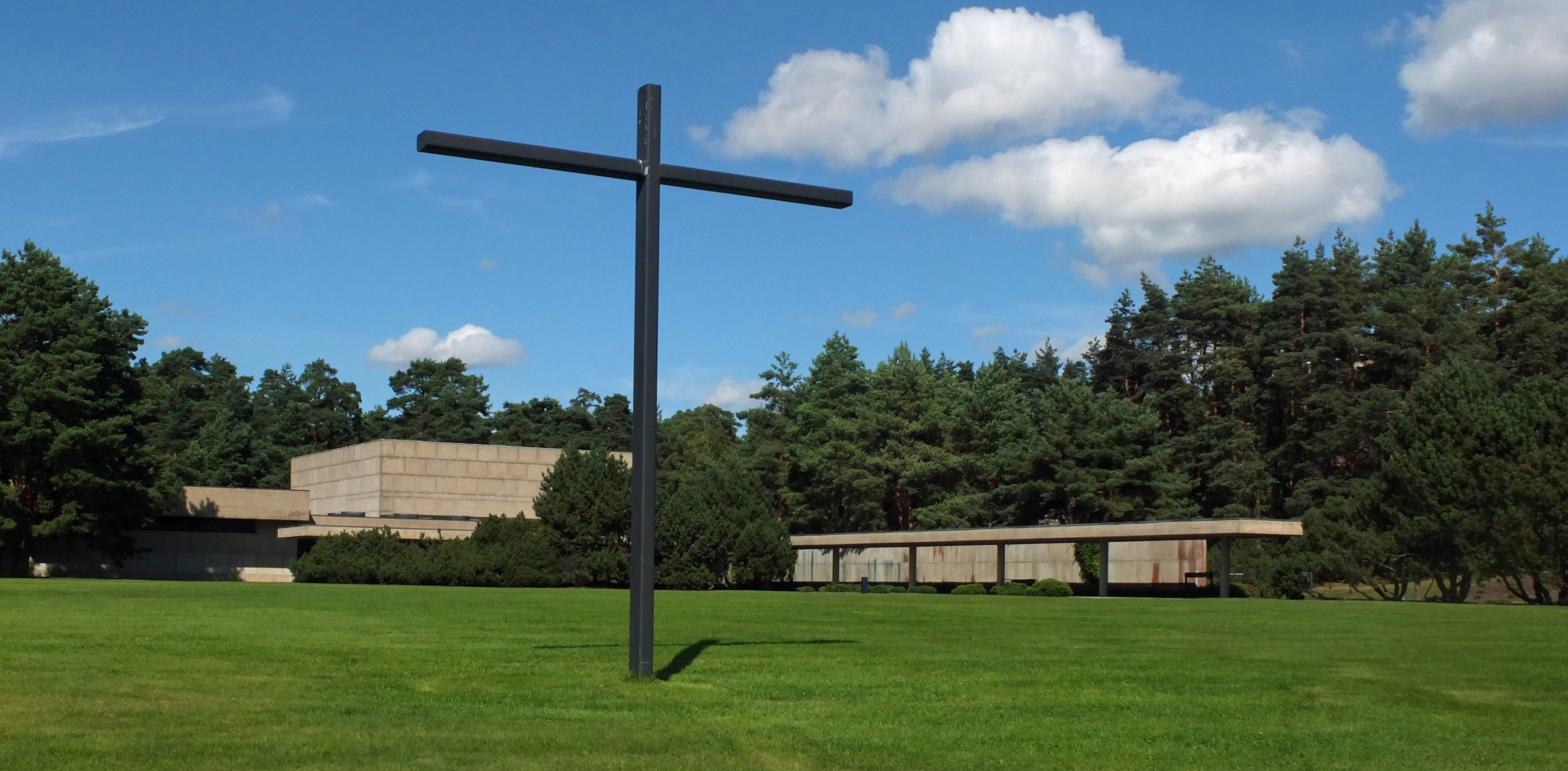
Heliga korsets kapell 1967
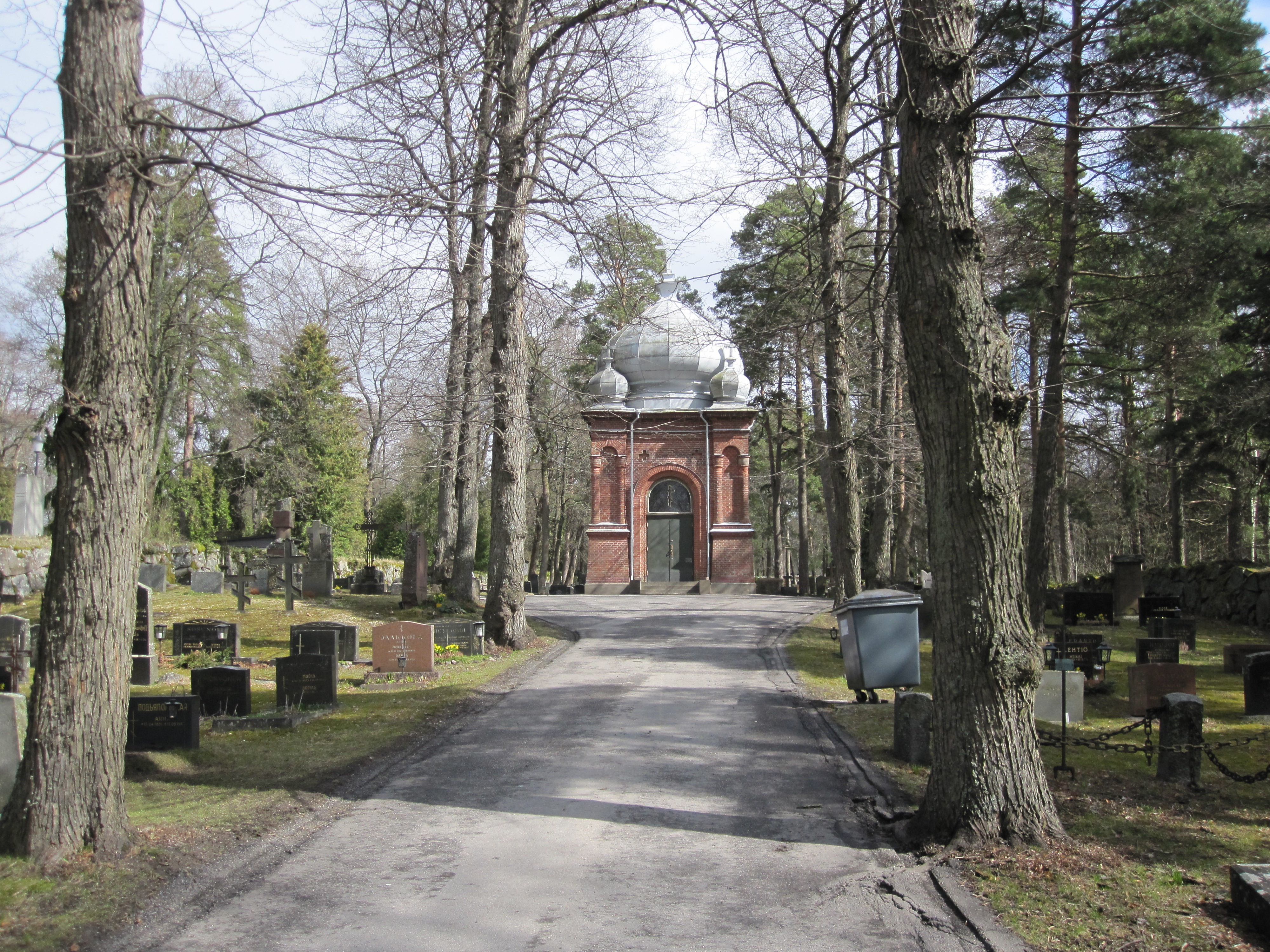
Det ortodoxa gravkapellet 1881
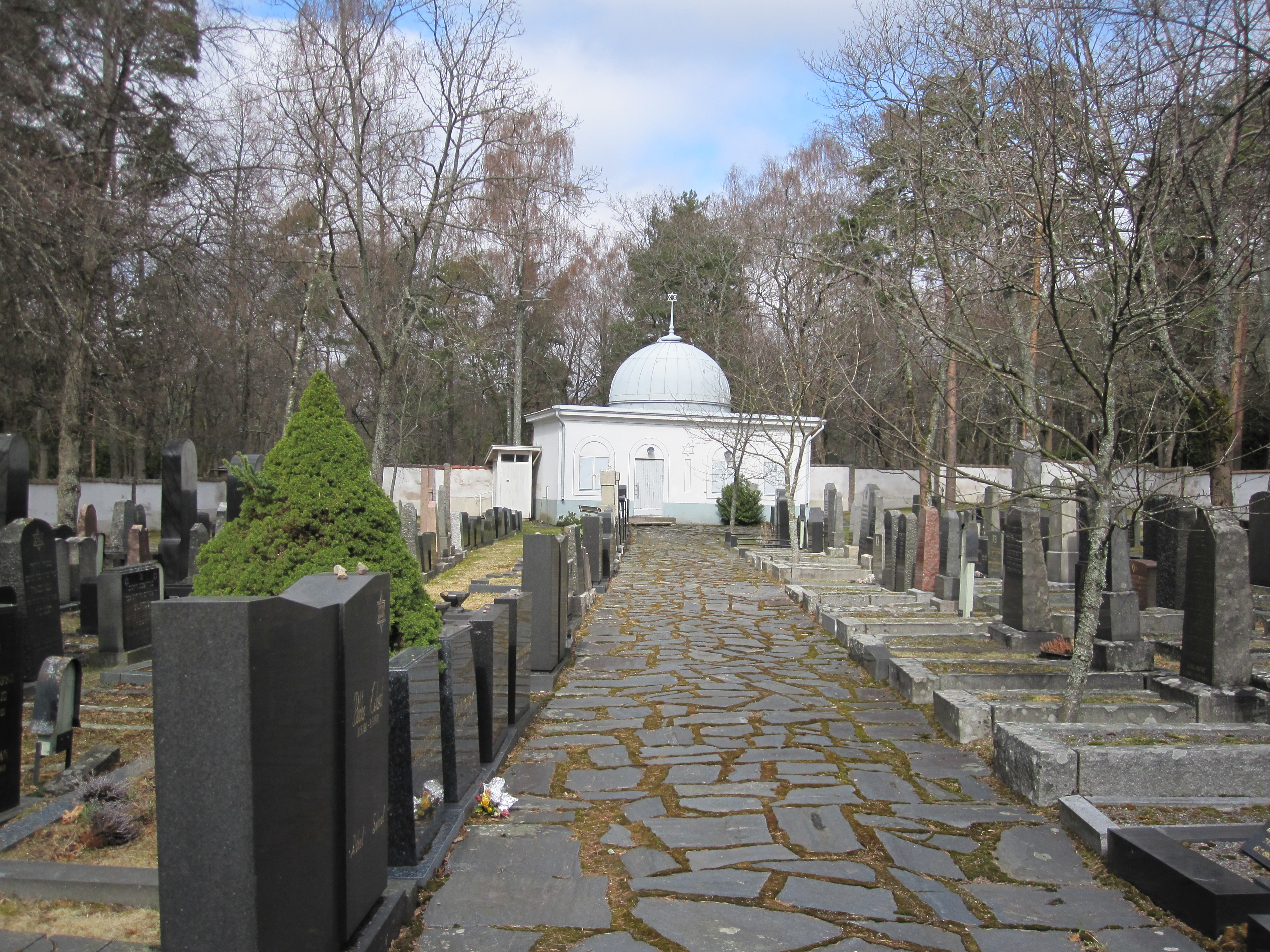
Det judiska gravkapellet 1931
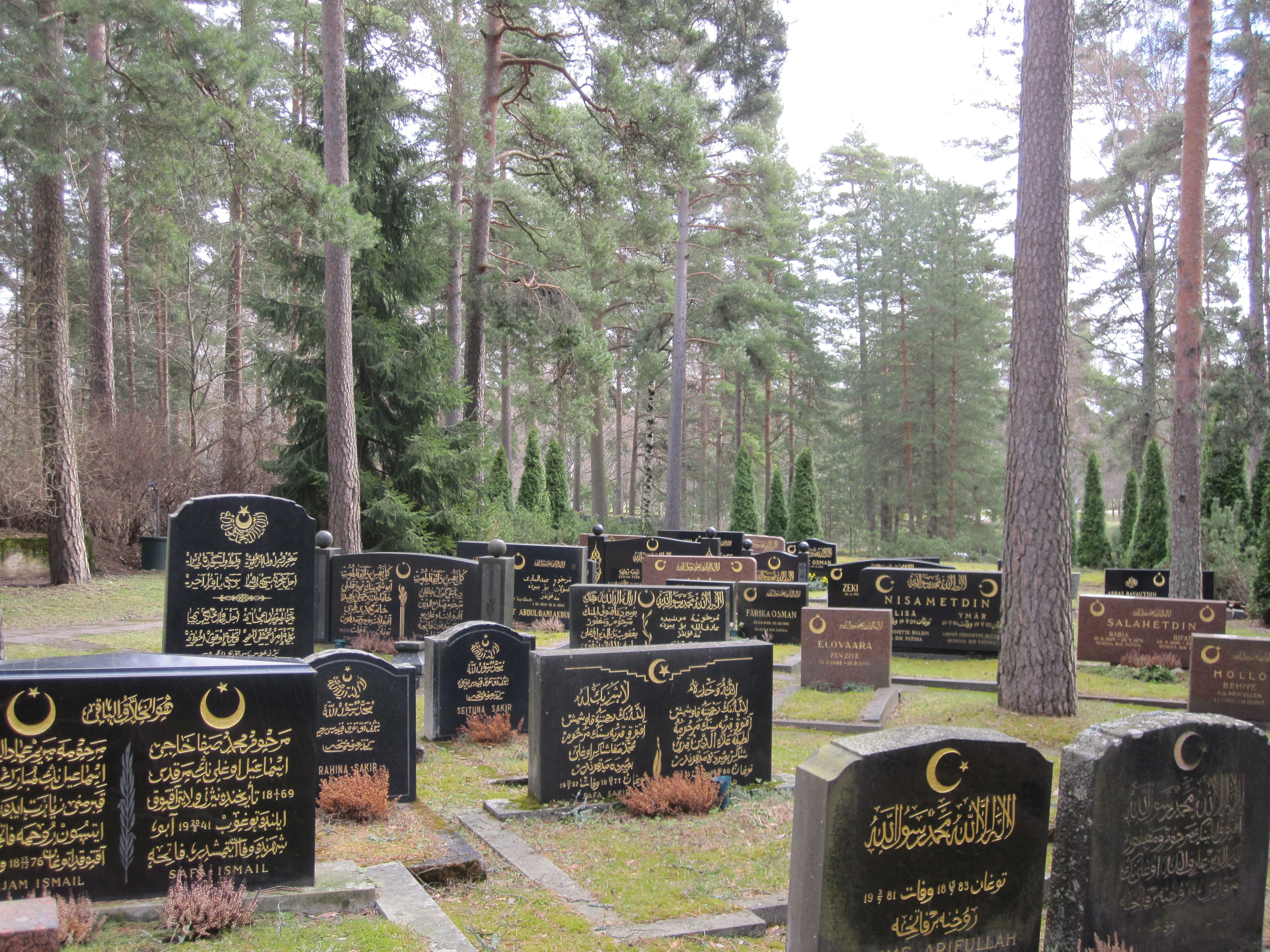
Den islamiska begravningsplatsen